# خوان لوزانو راميريز
خوان لوزانو راميريز (بالإسبانية: Juan Lozano Ramírez)‏ هو محامي وصحفي وسياسي كولومبي، ولد في 19 مارس 1964 في بوغوتا في كولومبيا. حزبياً، نشط في الحزب الإجتماعي للوحدة الوطنية. وقد انتخب عضو مجلس الشيوخ في كولومبيا.

## وصلات خارجية
- الموقع الرسمي